# Kvantová mechanika

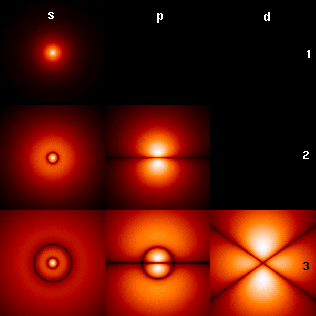
Obrázek udává hustoty pravděpodobnosti odpovídající vlnové funkci elektronu v atomu vodíku s konečnou energií (dolů se zvyšuje: n = 1, 2, 3, ...) a moment hybnosti (rovně se zvyšuje: s, p, d, ...). Světlejší oblasti odpovídají vyšší hustotě pravděpodobnosti pro měřené polohy. Vlnové funkce jako tyto jsou srovnatelné se zvukovým chvěním v klasické fyzice. Moment hybnosti a energie jsou kvantované, a proto jsou diskrétní. Proto je obraz stejný jako pro rezonanční frekvence v akustice.

Kvantová mechanika je vedle kvantové teorie pole součástí kvantové teorie, což je základní fyzikální teorie, která zobecnila a rozšířila klasickou mechaniku, zejména na atomové a subatomové úrovni. Od klasické mechaniky se odlišuje především popisem stavu fyzikálních objektů. Stav mikročástic v kvantové mechanice není popsán jejich polohou a hybností, jak je tomu v klasické mechanice, ale vlnovou funkcí, obdobně jako je postupná elektromagnetická vlna popsána harmonickou funkcí. Při přesně definovaných vnějších podmínkách pak lze pomocí kvantové mechaniky vypočítat pomocí Schrödingerovy rovnice vlnovou funkci v libovolném časovém okamžiku.
Vlnová rovnice popisuje de Broglieovu vlnu částice a čtverec absolutní hodnoty vlnové funkce udává hustotu pravděpodobnosti výskytu mikročástice. Jednodušeji lze říci, že s určitou pravděpodobností se daná částice nachází v čase t na místě udaném souřadnicemi x, y, z.
Hlavním rysem interpretace kvantové mechaniky je pravděpodobnostní popis. Dalším typickým rysem je tzv. kvantování, diskrétnost a nespojitost některých veličin, které v klasické mechanice bývají spojité. Rysem kvantové mechaniky je taktéž výskyt veličin a jevů, které nemají na úrovni klasické mechaniky přímou analogii: např. spin částic, provázanost (zapletení) stavů, relace neurčitosti, atp. (ale tyto analogie mohou mít).
Klasická mechanika se dá získat z kvantové limitním přechodem, kdy lze považovat za dostatečně malé elementární kvantum akce, tzv. Planckovu konstantu. To je podobné např. limitnímu přechodu od relativistické mechaniky ke klasické, který odpovídá limitě pro rychlosti malé vzhledem k rychlosti světla. Naproti tomu je zapotřebí zdůraznit, že kvantový popis není nikterak omezen jen na oblast mikroskopických systémů. Existuje i řada makroskopických systémů, kde se projevují kvantové rysy – např. makroskopická supravodivost, supratekutost, atp. Kvantově-mechanický popis lze uplatnit dokonce i pro jevy v astronomickém měřítku.
Kvantová mechanika se obvykle zabývá soustavami obsahujícími konečný počet bodových částic s nenulovou klidovou hmotností. Společně s teorií relativity je považována za pilíř moderní fyziky, přestože spolu v některých situacích netvoří konzistentní celek. Zatímco teorie relativity nachází uplatnění zejména pro velké rychlosti, rozměry a hmotnosti, kvantová mechanika se nejčastěji projevuje u malých (subatomárních) rozměrů, což jsou například elektrony, neutrony, atomy, molekuly, fotony atd. Speciální teorie relativity má ovšem zásadní význam i pro kvantovou mechaniku – např. v Diracově modelu atomu vodíku a standardním modelu fyziky elementárních částic. Na rozdíl od kvantové teorie pole zůstává v rámci kvantové mechaniky typ a počet částic fixován. Kvantová mechanika tvoří výchozí teoretický rámec v mnoha dalších oblastech fyziky a chemie, např. v teorii pevných látek či v kvantové chemii.

## Vznik a vývoj kvantové mechaniky
Vznik a vývoj kvantové mechaniky lze rozdělit do tří období, a to předkvantové éry, období staré kvantové mechaniky (též první kvantová éra) a období moderní kvantové mechaniky (druhá kvantová éra).

### Předkvantová éra (do 1900)
Předkvantovou érou (též nultou kvantovou érou) se rozumí období do roku 1900, v němž byly položeny teoretické otázky a experimentálně objeveny jevy, které se nepodařilo vysvětlit v rámci tehdejší klasické fyziky a jejich uspokojivé vysvětlení bylo podáno až v rámci staré nebo moderní kvantové mechaniky, tedy v první nebo druhé kvantové éře. Příkladem tehdy nevysvětlených jevů jsou: záření černého tělesa popsaný Gustavem Kirchhoffem v roce 1860 a objev fotoelektrického jevu Heinrichem Hertzem v roce 1887.

### Stará kvantová mechanika (1900 až 1925)

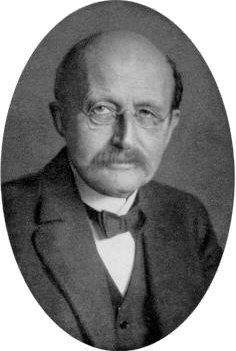
Max Planck

Obdobím staré kvantové mechaniky (též první kvantová éra) se nazývá období v letech 1900 až 1925, v němž byly kvantové jevy vysvětlovány v rámci klasické fyziky, do níž byly přidávány dodatečné principy. Stará kvantová mechanika tedy neměla vlastní matematický aparát a byla součástí klasické fyziky.
Kvantová mechanika dostala jméno podle myšlenky naznačené Maxem Planckem v roce 1900, podle níž energie elektromagnetického záření je přenášena po nepatrných, ale konečně velkých, kvantech (z latinského „quantum“, kolik) {\displaystyle E=h\nu }, kde {\displaystyle h} je Planckova konstanta a {\displaystyle \nu } je frekvence záření. Díky této kvantové hypotéze se Planckovi podařilo beze zbytku vysvětlit záření černého tělesa odvozením Planckova vyzařovacího zákona, za který dostal v roce 1918 Nobelovu cenu za fyziku. Planck je za tento první výsledek kvantové fyziky považován za zakladatele kvantové mechaniky.
V roce 1905 použil kvantovou hypotézu Albert Einstein a vysvětlil fotoelektrický jev, za což mu byla udělena Nobelova cena za rok 1921. Dalším důležitým krokem pro další vývoj kvantové teorie byl Bohrův model atomu z roku 1913, který vysvětloval rozložení spektrálních čar vodíku pomocí předpokladu, že moment hybnosti elektronu nemůže nabývat libovolných hodnot, ale je vždy celistvým násobkem Planckovy konstanty. Mezi další základní myšlenky staré kvantové mechaniky patřila de Broglieho hypotéza (též korpuskulárně-vlnový dualismus 1923), uvažující u veškeré látky dvojí podstatu, vlnovou a částicovou. Tato hypotéza pomáhala interpretaci interferenčních jevů při rozptylu částic, v té době především elektronů (např. Youngův experiment prováděný s různými typy částic).
V počátku dvacátých let 20. století bylo již zřejmé, že do té doby nesystematicky a do značné míry libovolně aplikovaná pravidla kvantování, přidávaná ke klasické mechanice pro vysvětlení některých mikroskopických jevů, budou vyžadovat vytvoření nové konzistentní fyzikální teorie, značně odlišné od dosavadní fyziky. Tou se později stala moderní kvantová mechanika.

### Moderní kvantová mechanika (od 1925)
Obdobím moderní kvantové mechaniky (též druhá kvantová éra) se nazývá období od roku 1925 do současnosti. V tomto období má kvantová mechanika vlastní matematický aparát odlišný od klasické fyziky. Klasická fyzika se podle principu korespondence považuje za limitní případ kvantové mechaniky.
První kvantovou mechanikou v moderním slova smyslu byla Heisenbergova maticová kvantová mechanika z roku 1925, která umožnila zobecnit v klasické mechanice používané Hamiltonovy rovnice tak, aby byly použitelné pro novou teorii. V této nové teorii Heisenberg popisoval systém stavovým vektorem a měřitelné veličiny nekonečně-rozměrnými maticemi.
O necelý rok později, v roce 1926, publikoval Erwin Schrödinger, vlnovou kvantovou mechaniku, v rámci které popsal fyzikální systém komplexní vlnovou funkcí a měřitelné veličiny lineárními operátory. Spolu s ní uveřejnil Schrödinger i vlnovou rovnici, Schrödingerovu rovnici, umožňující popsat vývoj vlnové funkce v čase.
Schrödinger brzy rozpoznal, že jeho vlnová kvantová mechanika je ekvivalentní Heisenbergově maticové kvantové mechanice (vlnová funkce odpovídá stavovému vektoru, lineární operátory odpovídají nekonečně-rozměrným maticím, atd.) a že obě teorie předpovídají stejné výsledky. V dnešní době se pro výpočty z praktických důvodů používá častěji vlnová kvantová mechanika, protože výpočty s nekonečně rozměrnými maticemi zpravidla nejsou triviální. Terminologie obou formulací kvantové mechaniky se používá dodnes.
Kvantová mechanika se pak velmi rychle stala akceptovanou díky vynikající shodě předpovědí s experimentálně získanými daty, ovšem v oblasti interpretace zůstávala spornou (viz níže).

## Hlavní rozdíly mezi klasickou a kvantovou mechanikou

Tunelový jev - vlnová funkce elektronu částečně protuneluje bariérou, takže je nenulová pravděpodobnost naměření elektronu za bariérou.

1. Pravděpodobnostní popis – Jednotlivým stavům kvantového systému jsou přiřazeny určité hodnoty hustoty pravděpodobnosti. Výsledky měření dané veličiny ve známém stavu lze předpovědět jen ve smyslu pravděpodobnostním. Hustota pravděpodobnosti ovšem existuje i klasicky.[15]
2. Princip superpozice stavů – Kvantový objekt může existovat ve stavu, který je dán lineární kombinací jiných stavů. Princip superpozice existuje také klasicky.
3. Diskrétní spektrum – Některé veličiny v určitých situacích (např. energie či moment hybnosti elektronu v obalu atomu) nemohou nabývat libovolných hodnot, ale jen hodnot z diskrétní množiny; odtud název „kvantová mechanika“. Spektrum složené například ze zdrojů monochromatického záření nebo tónů je také diskrétní.
4. Měření – Zatímco měření v klasické mechanice neovlivňuje měřený objekt, v kvantové mechanice operace měření na objektu vede ke změně stavu tohoto objektu, což odpovídá redukci vlnové funkce (rozložení pravděpodobnosti), populárně nazývanému kolaps vlnové funkce; z toho vyplývá možná závislost výsledku dvou měření na pořadí jejich provedení. Klasické měření také ovlivňuje měřené (například princip reciprocity).
5. Tunelový jev – Částice mohou s určitou pravděpodobností pronikat i do oblasti, která je podle klasické mechaniky částicím nepřístupná, např. skrze překážku, na jejíž překonání nemají dostatek energie. Částice se také může s určitou pravděpodobností odrazit od překážky, kterou by měla v klasické mechanice s jistotou překonat. Klasická evanescentní vlna také disponuje touto možností.
6. Vlnově-částicový dualismus – Kvantové objekty se v některých situacích mohou chovat (být interpretovány) jako vlny (mají dobře lokalizovanou velikost hybnosti), v jiných jako částice (mají dobře lokalizovanou polohu). Dualitu lze demonstrovat i klasicky.[16]
7. Relace neurčitosti – Určité veličiny nejsou na jednom systému současně přesně měřitelné, např. poloha a hybnost. Klasická Fourierova transformace má také takové vlastnosti.
8. Princip nerozlišitelnosti částic – Částice stejného druhu (např. dva elektrony) nemůžeme od sebe ani v principu odlišit, nelze je „očíslovat“. Rozlišitelnost či nerozlišitelnost různých stavů systému se v rovnicích kvantové fyziky velmi konkrétně projevuje, například při popisu chemické vazby. Klasická statistická fyzika také používá statistické soubory s identickými částicemi.
9. Kvantová provázanost (propletení, entanglement) – Stav systému dvou či více částic, v němž nelze hovořit odděleně o stavech jednotlivých částic. Jeho chování je však podobné jako pro klasický chaos.[17]

## Klíčové experimenty a jevy kvantové mechaniky

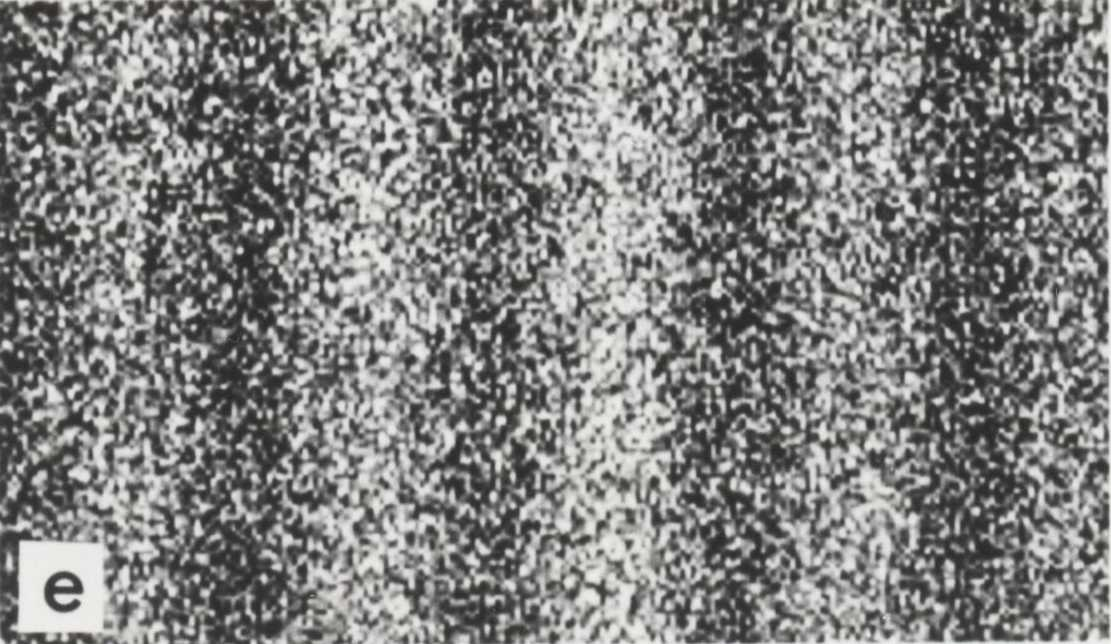
Interferenční obrazec vzniklý průchodem elektronů dvojštěrbinou.

- Záření černého tělesa – Experiment určující závislost frekvence a intenzity záření dokonale černého tělesa.
- Fotoelektrický jev – Experiment určující závislost frekvence světla dopadajícího na kov a kinetické energie elektronů opouštějících kov.
- Interferenční experimenty –  ověřující vlnový charakter nejen fotonů (Dvouštěrbinový experiment, Young 1802[18]), ale také elektronů (C. Davisson a L. H. Germer 1927[19]), neutronů (H. Rauch 1989[20]), ale i celých molekul např. fulerenů (M. Arndt 1999[21]).
- Franck-Hertzův experiment – experiment ověřující, že atom může absorbovat jen určitá množství energie odpovídající přeskokům mezi energetickými hladinami v Bohrově modelu atomu.
- Comptonův jev – Experiment pro studium rozptylu fotonu na atomu či elektronu.
- Sternův–Gerlachův experiment – Experiment pro ověření existence neorbitálního momentu hybnosti, spinu.
- Experiment se zpožděnou volbou – Experiment prokazující, že kvantové objekty nemohou být pouze vlny nebo pouze částice.
- Zeemanův jev – Experiment prokazující rozštěpení spektrálních čar v magnetickém poli.
- Paschen-Backův jev – Obdoba Zeemanova jevu pro velmi silná magnetická pole.

## Podivnosti, záhady a filosofické problémy kvantové mechaniky

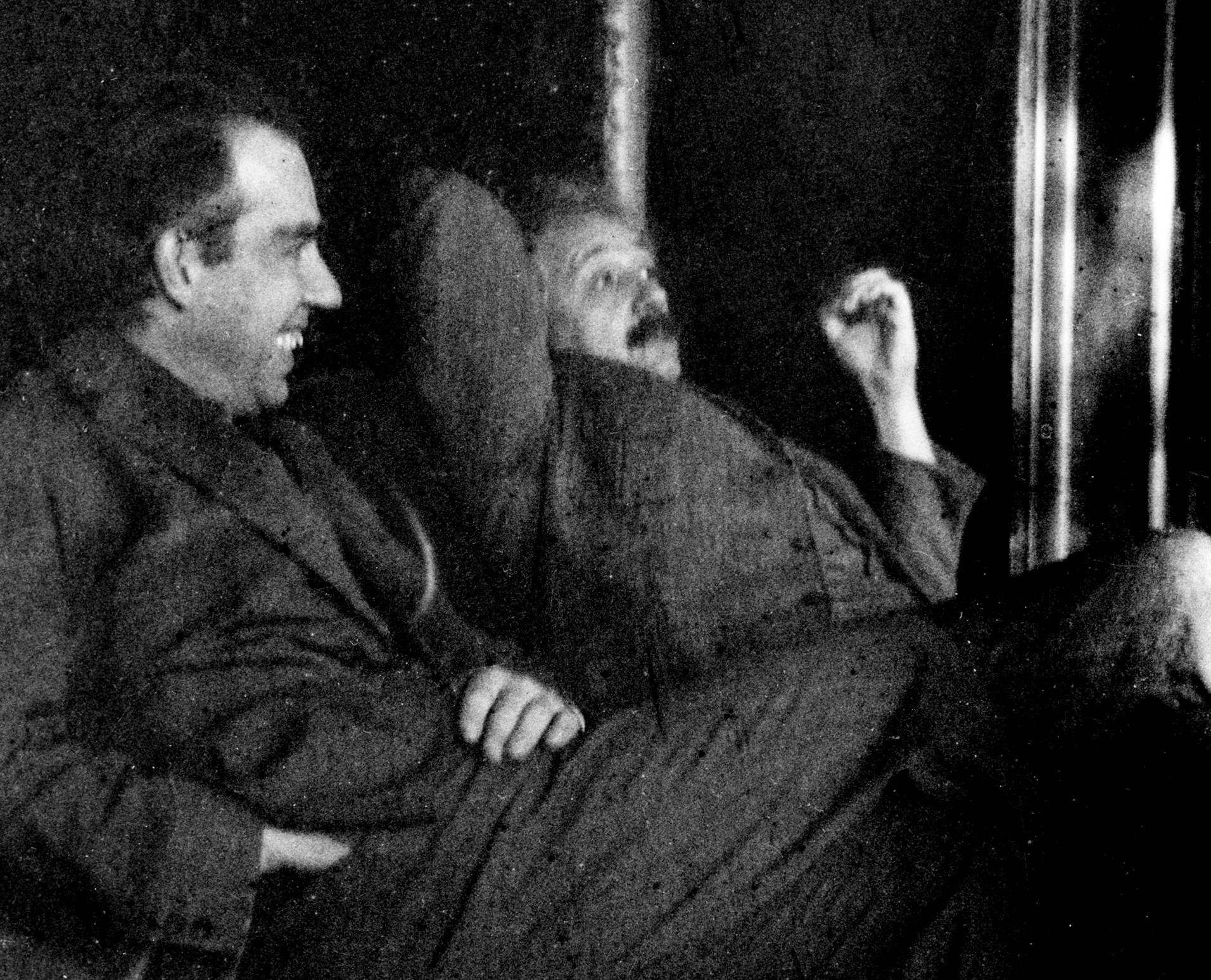
Niels Bohr s Albertem Einsteinem v domě Paula Ehrenfesta v Leidenu (prosinec 1925)

Kvantovou mechaniku nezřídka doprovázejí různá tvrzení o podivuhodných záhadách kvantových systémů. Bývají však téměř bez výjimky způsobena již chybnými představami o podstatě teorie pravděpodobnosti.
Od počátku výzkumu kvantových jevů se často vyskytovaly výsledky, které odporovaly intuici (selskému rozumu). Vyprovokovaly mnoho filozofických debat a nejroztodivnějších výkladů vědeckých výsledků. Dokonce i základní poučky jako například Bornovo základní pravidlo vztahující se k amplitudě pravděpodobnosti a rozdělení pravděpodobnosti, nebyly celá desetiletí všeobecně přijaty ani vědeckou obcí, natož veřejností.
Ale i podle současných poznatků Bornovo pravidlo a princip superpozice stavů také vykazují nutnost revize.
Kodaňský výklad je, především díky teoretickému fyziku Nielsi Bohrovi, výkladem kvantové mechaniky, který je nejvíce rozšířen mezi fyziky. Podle něj nemůže být pravděpodobnostní povaha kvantově mechanických předpovědí vysvětlena v rámci nějaké další deterministické teorie, a složitě odráží naše omezené znalosti. Kvantová mechanika poskytuje pravděpodobnostní výsledky, protože vesmír je sám pravděpodobnostní spíše než deterministický.

### Oponenti kvantové mechaniky
Se stavem, v jakém byla kvantová mechanika, nebyli spokojeni nejen ostatní fyzikální odborná veřejnost, ale také osobnosti, které se na kvantové mechanice přímo samy podílely.
Nejznámějším oponentem moderní kvantové mechaniky byl jeden ze spoluautorů staré kvantové mechaniky, Albert Einstein. Einstein je v souvislosti s oponenturou kvantové mechaniky znám především jako autor citátu: „Bůh nehraje v kostky“, kterým vyjádřil svůj postoj k pravděpodobnostnímu charakteru kvantové mechaniky. Dále je Einstein znám jako spoluautor jednoho z nejcitovanějších fyzikálních článků vůbec, EPR článku, který souvisí s kvantovou provázaností (entanglementem) částic. To, že byl Einstein přesvědčen, že kvantová mechanika je neúplnou teorií, nemění nic na faktu, že se v dlouhých diskusích s Bohrem v letech 1925–1935 zasloužil o upevnění (Kodaňské interpretace) kvantové mechaniky, byť byl jejím odpůrcem. Bohr o jeho zásluhách řekl: „Měl jsem tu čest diskutovat s Einsteinem epistemologické problémy, které vyvolal moderní vývoj atomové fyziky… a ačkoliv [mezi námi] nebylo dosud dosaženo úplné shody, jsou pro mne tyto diskuse neocenitelné a podnětné.“
Mezi další osobnosti, které nebyly spokojeny se stavem kvantové mechaniky, patřil Erwin Schrödinger. Ten jednou v rozhovoru s Bohrem prohlásil: „Jestli se musí dál pokračovat s těmito zatracenými kvantovými skoky, pak lituji, že jsem kdy začal pracovat na atomové teorii.“ Načež Bohr odvětil: „Ale my ostatní jsme Vám velmi vděčni, že jste tím posunul atomovou fyziku o rozhodující krok vpřed.“

## Formalismus kvantové mechaniky

### Postuláty kvantové mechaniky
Kvantovou mechaniku lze založit například na následující sadě postulátů:
1. Postulát o stavovém vektoru (vlnové funkci) – Stav systému v čase {\displaystyle t_{0}} je popsán stavovým vektorem {\displaystyle |\psi (t_{0})\rangle } z Hilbertova prostoru všech stavových vektorů, přičemž libovolný komplexní nenulový násobek tohoto vektoru popisuje stejný stav.
2. Postulát o operátorech – Každá měřitelná fyzikální veličina {\displaystyle A} je popsatelná lineárním hermiteovským operátorem {\displaystyle {\hat {A}}}, který působí na stavový vektor {\displaystyle |\psi \rangle }.
3. Postulát o kvantování – Jediné možné naměřitelné hodnoty fyzikální veličiny {\displaystyle A} jsou vlastní čísla operátoru {\displaystyle {\hat {A}}}, neboli množina všech naměřitelných hodnot je {\displaystyle \{a_{n}|\,{\hat {A}}|\psi \rangle =a_{n}|\psi \rangle \}}.
4. Postulát o redukci stavového vektoru – Pokud měření fyzikální veličiny {\displaystyle A} na systému ve stavu {\displaystyle |\psi \rangle } dalo výsledek {\displaystyle a_{n}}, pak se stav systému okamžitě změnil na podprostor příslušný danému vlastnímu číslu {\displaystyle a_{n}}: {\displaystyle |\psi \rangle \rightarrow {\frac {{\hat {P}}_{n}|\psi \rangle }{\sqrt {\langle \psi |{\hat {P}}_{n}|\psi \rangle }}},} kde {\displaystyle {\hat {P}}_{n}} je projekční operátor příslušející vlastnímu číslu {\displaystyle a_{n}}. V případě nedegenerovaného spektra je podprostor příslušející vlastnímu číslu vlastní vektor {\displaystyle |\psi _{n}\rangle } splňující {\displaystyle {\hat {A}}|\psi _{n}\rangle =a_{n}|\psi _{n}\rangle }.
5. Postulát o Schrödingerově rovnici – Časový vývoj stavového vektoru {\displaystyle |\psi \rangle } se řídí časovou Schrödingerovou rovnicí: {\displaystyle i\hbar {\frac {\mbox{d}}{{\mbox{d}}t}}|\psi (t)\rangle ={\hat {H}}(t)|\psi \rangle ,} kde {\displaystyle i} je imaginární jednotka, {\displaystyle \hbar } je Planckova redukovaná konstanta a {\displaystyle {\hat {H}}(t)} je Hamiltonián, neboli operátor energie.
6. Postulát o kvantovacích pravidlech – Je-li pro {\displaystyle j=1,2,3} souřadnice polohy {\displaystyle x_{j}} popsatelná pozorovatelnou {\displaystyle {\hat {X}}_{j}} a složka hybnosti {\displaystyle p_{j}} popsatelná pozorovatelnou {\displaystyle {\hat {P}}_{j}}, pak pozorovatelnou {\displaystyle {\hat {A}}}, jež popisuje klasicky definovanou fyzikální veličinu {\displaystyle A}, lze získat vhodnou symetrizací výrazu {\displaystyle A(x,p)} a následným nahrazením {\displaystyle {\hat {X}}_{j}} za {\displaystyle x_{j}} a nahrazením {\displaystyle {\hat {P}}_{j}} za {\displaystyle p_{j}}.
7. Postulát o nerozlišitelnosti částic – Systém nerozlišitelných částic lze popsat pouze stavovým vektorem: symetrickým v případě bosonů, popř. antisymetrickým v případě fermionů.

### Procesy v kvantové mechanice
Z postulátů kvantové mechaniky je zřejmé, že v kvantové mechanice existují dva druhy procesů:
1. von Neumannův proces 1. druhu – představuje proces měření, který je okamžitý a nevratný.
2. von Neumannův proces 2. druhu – představuje proces časového vývoje vlnové funkce. Proces je v čase, je lineární a je vratný.

Zatímco von Neumannův proces 2. druhu je v kvantové mechanice plně pochopen, u von Neumannova procesu 1. druhu, neboli procesu měření, tomu tak není. Konkrétně se není zřejmé, kdy k měření dochází a co jej způsobuje. Tento problém se nazývá problém měření a byl podnětem k vytvoření mnoha interpretací kvantové mechaniky, které se s k problému postavily různým způsobem. Některé interpretace postulát o redukci vlnové funkce pozměnily, jiné jej zcela odstranily.

#### Časový vývoj
Časový vývoj v kvantové mechanice lze vyjádřit třemi rovnocennými způsoby neboli reprezentacemi (horní index určuje reprezentaci):
- Schrödingerova reprezentace – Stavový vektor se vyvíjí v čase, {\displaystyle |\psi ^{S}\rangle =|\psi ^{S}(t)\rangle }, zatímco operátory jsou konstantní {\displaystyle {\hat {A}}^{S}=konst.}. Pohybová rovnice (pro stavový vektor) je Schrödingerova rovnice.
- Heisenbergova reprezentace – Stavový vektor je konstantní, {\displaystyle |\psi ^{H}\rangle =konst.}, zatímco operátory se vyvíjí v čase {\displaystyle {\hat {A}}^{H}={\hat {A}}^{H}(t)}. Pohybovou rovnicí (pro operátor) je Heisenbergova rovnice.
- Diracova reprezentace – Stavový vektor i operátory se vyvíjí v čase, {\displaystyle |\psi ^{D}\rangle =|\psi ^{D}(t)\rangle }, {\displaystyle {\hat {A}}^{D}={\hat {A}}^{D}(t)}.

Každý z těchto popisů časového vývoje je vhodný pro jiný typ kvantově mechanických výpočtů. Nejčastěji se používá Schrödingerova reprezentace, protože Heisenbergova reprezentace vede na diferenciální rovnice pro operátory a Diracova reprezentace je vhodná spíše pro kvantovou teorii pole.

## Interpretace kvantové mechaniky
Nejrozšířenější interpretace kvantové mechaniky jsou:
- Kodaňská interpretace (též ortodoxní nebo standardní interpretace, Bohr 1927–1935) – Nejznámější (původní) interpretace kvantové mechaniky, v níž při měření dochází k redukci vlnové funkce v souladu s postulátem o redukci vlnové funkce.
- de Broglie–Bohmova interpretace (Louis de Broglie (1927), David Bohm (1952)) je teorie (někdy zvaná též teorie "pilotní vlny"), která je deterministická a nelokální ("Bohmova mechanika"). Zastával ji i John Stewart Bell.[33]
- Mnohasvětová interpretace (Everett 1957) – Interpretace, v níž měření nezpůsobí redukci vlnové funkce, ale způsobí rozdělení vesmíru na mnoho téměř identických vesmírů, které se liší pouze hodnotou naměřené veličiny.
- Relační interpretace (Rovelli 1994[34])
- Dekoherence – Interpretace, kde redukci vlnové funkce systému způsobuje interakce systému s prostředím.
- Spontánní kolaps (též GRW interpretace, Ghirardi, Rimini, Weber 1986) – Interpretace přidávající do lineární Schrödingerovy rovnice nelineární člen, který s určitou pravděpodobností způsobí redukci vlnové funkce.

Kromě výše uvedených, existují i další méně rozšířené interpretace kvantové mechaniky, např. Konzistentní historie, Pondichery interpretace, atp. Postoje různých odborníků na jednotlivé otázky se stále značně liší.

## Význam kvantové mechaniky
Kvantová mechanika je velmi významná pro celou řadu aplikací, běžných i v každodenním životě. Významně napomáhá rozvoji techniky od 30. let 20. století, např. v elektronice. Tranzistor (počítače, internet, mobily, mikroelektronika) a laser pracují na principech, které hlouběji popisuje a ujasňuje kvantová mechanika. Pevné a ultratvrdé materiály, různé plasty a speciální materiály – možno konstruovat též díky spektroskopickým poznatkům, ujasňujícím strukturu látek, k čemuž kvantová mechanika bezprostředně slouží. Také např. popis chemické vazby by bez kvantové mechaniky vedl k rozporům s experimentem. Nezdůvodněna by byla též stabilita atomů, neboť dle klasických představ by elektrony vyzářily svoji energii ve formě rentgenového a záření gama a po velmi krátké době by dopadly na jádro. Bez Pauliho vylučovacího principu by zůstávala záhadou chemická rozmanitost a periodicita vlastností prvků. Kvantová mechanika také zdůrazňuje principiálně pravděpodobnostní podstatu našeho vnímání a popisu světa, a upozorňuje na souvislost pravděpodobnosti s naší informací o systému (epistemický charakter pravděpodobnosti). Kvantová mechanika též poskytuje principy, které pravděpodobně umožní dále významně posunout klasické meze výpočetní techniky, a bude hrát zásadní roli v projektu blízké budoucnosti, zvaném kvantový počítač. Postkvantová kryptografie již ovšem jejich uplatnění snižuje.

## Relativistická kvantová mechanika
Zatímco speciální teorie relativity zachází s časem a prostorem rovnocenně a sjednocuje je do konceptu časoprostor, v kvantové mechanice jsou čas a prostor dvě různé entity.
Příklady nerovnocennosti času a prostoru v kvantové mechanice jsou:
- V Schrödingerově rovnici, pohybové rovnici kvantové mechaniky, se prostorová souřadnice vyskytuje v druhých derivacích, zatímco časová souřadnice pouze v první derivaci.
- Souřadnice polohy částice jsou popsány hermiteovskými operátory pozorovatelných veličin, zatímco čas je v kvantové mechanice pouze parametrem.

Původní kvantová mechanika tedy není relativistická. Z tohoto důvodu došlo k několika pokusům o vytvoření relativistické pohybové rovnice, která by nahradila nerelativistickou Schrödingerovu rovnici. Tyto pokusy vedly k nalezení Kleinovy–Gordonovy rovnice a Diracovy rovnice.
- Kleinova–Gordonova rovnice (Klein, Gordon 1926[37]) je rovnice popisující částici s nulovým spinem. Rovnici lze přímočaře odvodit z relativistické rovnice {\displaystyle E^{2}=p^{2}c^{2}+m^{2}c^{4}}, a to nahrazením {\displaystyle E} a {\displaystyle p} příslušnými operátory energie a hybnosti. Časové i prostorové souřadnice se v Kleinově–Gordonově rovnici vyskytují v druhých derivacích. Nevýhoda Kleinovy–Gordonovy rovnice je, že umožňuje existence záporných pravděpodobností a záporných energií.
- Diracova rovnice (Dirac 1928[38]) je rovnice popisující částici se spinem 1/2. Časové a prostorové souřadnice se v Diracově rovnici vyskytují v prvních derivacích. Výhodou Diracovy rovnice je, že tato rovnice předpovídá existenci spinu. Nevýhodou je, že připouští existenci záporných energií.

Relativistická kvantová mechanika je důležitým mezikrokem mezi nerelativistickou kvantovou mechanikou a kvantovou teorií pole. Skutečnost, že relativistická kvantová mechanika je co do rozsahu významně menší ve srovnání s nerelativistickou kvantovou mechanikou, se odráží v terminologii: Není-li explicitně řečeno, že se jedná o relativistickou kvantovou mechaniku, pak se vždy míní nerelativistická kvantová mechanika.

## Omezení kvantové mechaniky
I přesto, že kvantová mechanika stojí za významným porozuměnim mikrosvěta, nesplňuje některé důležité vlastnosti, které jsou nutné pro kompletní popis elementárních částic a jejich vzájemných interakcí. Mezi tyto základní nedostatky patří:
1. Kvantová mechanika není relativistická. Popisu systému částic pomocí (speciálně) relativistické teorie je nutný především tehdy, kdy mají částice kinetickou energii srovnatelnou s klidnou energií částic {\displaystyle W\sim m_{0}c^{2}}. V takových případech není vhodné systém částic popisovat kvantovou mechanikou, ale je potřeba použít kvantovou teorii pole.
2. Kvantová mechanika popisuje systém s neměnným počtem a neměnnými druhy částic. V případě, kdy je potřeba popsat systém částic, kde vznikají, rozpadají se a anihilují částice, tak není možné použít kvantovou mechaniku a je nutné použít kvantovou teorii pole.

Teorie, která uvedené nedostatky nemá, se nazývá kvantová teorie pole a je používaná tam, kde je již kvantová mechanika nedostačující. Především tedy pro popis rychlých částic s možností vzniku a zániku částic. Z těchto důvodů je kvantová teorie pole základem pro popis elektromagnetické, slabé a silné interakce, jež jsou součástí Standardního modelu.

## Odvětví, která vznikla z kvantové mechaniky
- Kvantová teorie pole
- Kvantová chemie
- Kvantové počítání – zahrnuje především kvantovou informaci, kvantové počítače, kvantový algoritmus, kvantovou kryptografii.